# 김남근
김남근(金南槿, 1963년 8월 26일~)은 대한민국의 법조인 출신 정치인이다. 제22대 국회의원이다. 2024년 1월 25일, 더불어민주당의 인재영입 형태로 입당했다. 제22대 국회의원 선거를 앞두고 성북구 을 선거구에 전략공천되었으며 본 선거 결과 56.82%의 득표율을 기록하면서 당선되었다.
서울대학교에서 공법학 학사 학위를 취득했으며, 고려대학교에서 법학 박사 학위를 취득했다. 제38회 사법시험에 합격하고 제28기 사법연수원을 수료했다.
참여연대에서 민생희망본부장, 집행위원회 위원장 등의 직책을 맡았고, 고려대 법학전문대학원 겸임교수와 민주사회를 위한 변호사모임 민생경제위원장과 부회장을 역임했다. 2021년 11월부터 2023년까지 대법원 개인회생 자문단 자문위원을 지냈으며, 국가인권위원회 사회권 전문위원, 공정거래위원회 법 집행체계 개선TF 위원, 국토교통부 관행혁신위원회 위원장, 중소벤처기업부 정책심의위원회 위원, 법무부 정책자문위원회 위원, 저출산고령사회위원회 정책위원회 위원을 역임했다. 또한 중소기업중앙회 공정경제위원회와 납품대금 제값받기 위원회의 공동위원장, 서울특별시 경제민주화위원회 위원장, 공정거래위원회 온라인플랫폼 규율개선 전문가 TF 위원으로 활동했다.
2024년 4월 10일 대한민국 제22대 국회의원 선거에서 서울 성북구 을 선거구에서 더불어민주당 소속으로 당선되어 초선 국회의원이 되었으며, 2024년 5월부터 더불어민주당 서울특별시당 성북구 을 지역위원회 위원장을 맡고 있다. 22대 국회 전반기 정무위원회 위원으로 배정되었다.

## 학력
- 경기고등학교(전학)→한영고등학교 졸업
- 서울대학교 법과대학 법학 학사
- 고려대학교 대학원 법학 석사
- 고려대학교 대학원 법학 박사

## 경력
- 제38회 사법시험 합격
- 제28기 사법연수원 수료
- 참여연대 민생희망본부장
- 참여연대 집행위원회 위원장
- 고려대학교 법학전문대학원 겸임교수
- 민주사회를 위한 변호사모임 부회장
- 대법원 개인회생 자문단 자문위원
- 국가인권위원회 사회권 전문위원
- 공정거래위원회 법 집행체계 개선TF 위원
- 국토교통부 관행혁신위원회 위원장
- 중소벤처기업부 정책심의위원회 위원
- 법무부 정책자문위원회 위원
- 저출산고령사회위원회 정책위원회 위원
- 중소기업중앙회 공정경제위원회 공동위원장
- 서울특별시 경제민주화위원회 위원장
- 중소벤처기업부 정책심의위원회 위원
- 공정거래위원회 온라인플랫폼 규율개선 전문가 TF 위원
- 중소기업중앙회 납품대금 제값받기 위원회 공동위원장
- 2024년 3월~2024년 6월: 더불어민주당 중앙당 대변인
- 2024년 4월 10일: 대한민국 제22대 국회의원 선거 당선(서울 성북구 을, 더불어민주당, 초선)
- 2024년 5월~: 더불어민주당 서울특별시당 성북구 을 지역위원회 위원장
- 2024년 10월~: 더불어민주당 서울특별시당 을지로위원장
- 2025년 6월~: 더불어민주당 원내민생부대표
- 2025년 6월~2025년 8월: 더불어민주당 중앙당 선거관리위원회 위원
- 2025년 8월~: 더불어민주당 언론개혁특별위원회 위원

## 의정 활동
- 2024년 5월 30일~: 제22대 국회의원(서울 성북구 을, 더불어민주당, 초선)
  - 2024년 6월~: 제22대 국회 전반기 정무위원회 위원
  - 2024년 7월~2024년 8월: 제22대 국회 대법관(노경필·박영재·이숙연) 임명동의에 관한 인사청문특별위원회 위원
  - 2024년 12월~2024년 12월: 제22대 국회 대법관(마용주) 임명동의에 관한 인사청문 특별위원회 위원
  - 2025년 6월~: 제22대 국회 전반기 예산결산특별위원회 위원
  - 2025년 7월~: 제22대 국회 전반기 국회운영위원회 위원

## 역대 선거 결과
| 실시년도 | 선거   | 대수 | 직책     | 선거구         | 정당         | 득표수   | 득표율          | 순위 | 당락 | 비고 |
| -------- | ------ | ---- | -------- | -------------- | ------------ | -------- | --------------- | ---- | ---- | ---- |
| 2024년   | 총선   | 22대 | 국회의원 | 서울 성북구 을 | 더불어민주당 | 68,872표 | \| \| 56.82% \| | 1위  |      | 초선 |
|          | 56.82% |      |          |                |              |          |                 |      |      |      |

## 소속 정당
| 소속 정당 | 소속 정당    | 소속 기간 | 비고      |
| --------- | ------------ | --------- | --------- |
|           | 더불어민주당 | 2024~현재 | 정계 입문 |

## 같이 보기
- 서울 성북구의 국회의원
- 성북구 을